# Pat Conroy
Donald Patrick "Pat" Conroy (Atlanta, 26 de outubro de 1945 — Beaufort, 4 de março de 2016) foi um escritor norte-americano.
Filho mais velho de sete irmãos, seu pai era um piloto de caça do Corpo de Fuzileiros Navais que batia na esposa e dava um tratamento desumano aos seus filhos para incutir disciplina, principalmente em Pat por ele ser o mais velho. Conroy aproveitou-se dessas experiências pessoais da infância como inspiração pra suas obras, assim como região pantanosa do litoral da Carolina do Sul, onde morava.
Entre suas obras estão "O Príncipe das Marés" (adaptado para o cinema e seu best-seller), "Guardiões da Honra", "Os Senhores da Disciplina" e "O Grande Santini" (adaptado para o cinema), ambos os livros adaptados para o cinema receberam indicações ao Óscar.
Conroy foi casado três vezes, a última delas com a escritora Cassandra Conroy.
Morreu em 4 de março de 2016 em sua casa em Beaufort, Carolina do Sul, vítima de câncer no pâncreas. Nos últimos anos ele vinha enfrentando problemas de saúde como diabetes, pressão arterial elevada e problemas no fígado.

## Obras
- 1970: The Boo
- 1972: The Water Is Wide
- 1976: The Great Santini
- 1980: The Lords of Discipline
- 1986: The Prince of Tides
- 1992: «Essay on the Hidden Subculture of Military Brats». Consultado em 2 de janeiro de 2017. Arquivado do original em 30 de dezembro de 2006 (Introdução ao livro "Military Brats: Legacies of Growing Up Inside the Fortress")
- 1995: Beach Music
- 1999: The Pat Conroy Cookbook: Recipes of My Life
- 2002: My Losing Season
- 2003: Unrooted Childhoods: Memoirs of Growing up Global (autor contributivo)
- 2009: South of Broad
- 2010: My Reading Life
- 2013: The Death of Santini
- 2016: A Lowcountry Heart: Reflections on a Writing Life[5]